# Palazzo Cocchi-Serristori
Palazzo Cocchi-Serristori-Agostini è un edificio storico del centro di Firenze, situato in piazza Santa Croce 1, con affacci in via dell'Anguillara e via Torta. Oggi è sede del Consiglio del Quartiere 1 - Centro storico.

## Storia

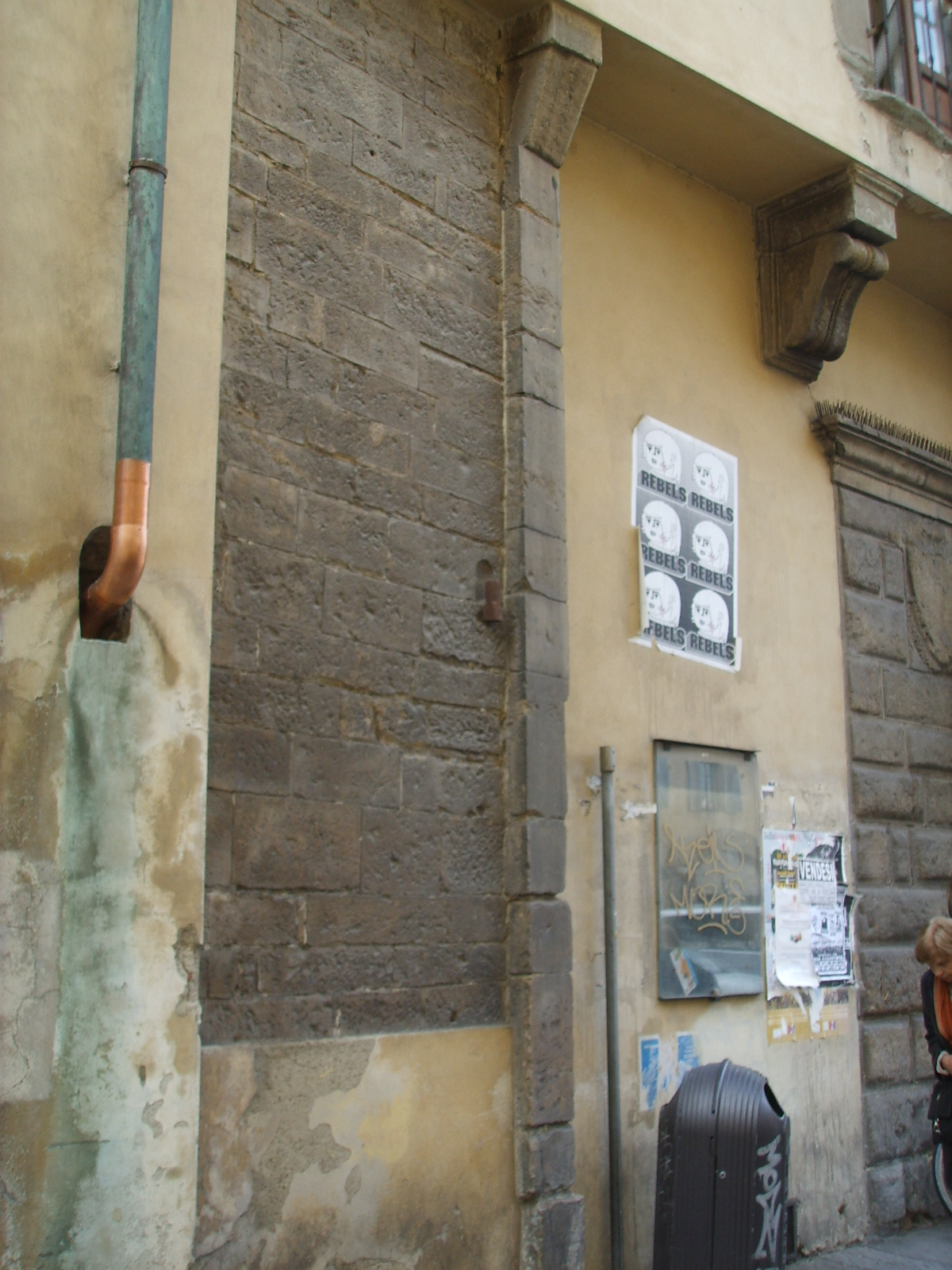
Antichi cardini di Porta San Simone in via dell'Anguillara

Qui passava la cinta muraria del 1173-1175, come testimonia ancora oggi un cardine dell'antica Porta San Simone su un fianco del palazzo, quello su via dell'Anguillara.
Databile nella configurazione attuale al 1485-1490, l'edificio sorge su preesistenti case trecentesche della famiglia Peruzzi. Acquistato dalla famiglia Cocchi (Cocco) nel 1463, rimase legato al casato (dal 1612 Cocchi Donati) fino all'anno della sua estinzione (1769). Venne abitato dal medico Antonio Cocchi, primo italiano iniziato nella Loggia degli Inglesi di Firenze, il 4 agosto 1732, e il palazzo fu sede della Loggia bonapartista di rito scozzese filosofico "San Napoleon". Costituita a Firenze il 27 dicembre 1807 ebbe Marc Bédarride tra i suoi assidui visitatori, che vi fu accolto come membro onorario il 21 aprile 1808.
Passò quindi ai Pucci, ai Serristori, ai Caselli e infine agli Agostini Venerosi della Seta di Pisa per eredità di Maddalena Serristori, figlia di Luigi Serristori. Affittato fin dal 1893 al Comune di Firenze per ospitare la scuola elementare Niccolò Tommaseo, fu dallo stesso acquistato nel 1913 (a vendere fu Teresa Marcello, vedova di Alfredo Agostini Venerosi della Seta) e mantenuto come edificio scolastico fino al 1986, quando divenne sede del Consiglio di Quartiere 1.
L'archivio Cocchi-Serristori-Agostini venne trasferito in deposito presso l'archivio di palazzo Guicciardini del conte Francesco Guicciardini nel 1901. Il palazzo appare nell'elenco redatto nel 1901 dalla Direzione Generale delle Antichità e Belle Arti, quale edificio monumentale da considerare patrimonio artistico nazionale, ed è sottoposto a vincolo architettonico dal 1913.

### Sede del Consiglio di Quartiere 1
Dalla riforma del decentramento fiorentino del 1990, il palazzo è interamente sede del Consiglio di Quartiere 1 - Centro Storico. Già prima ospitava l'omonimo consiglio, che aveva però un territorio estremamente più limitato.
Al piano terreno si trova la portineria, l'ufficio prenotazione per i centri estivi, la sala consiliare intitolata al politico Franco Cardini, ex presidente di Quartiere, omonimo del noto storico. Dal 2008 è stata ripristinata la sala per la riunione delle commissioni consiliari, attigua alla sala consiliare. Particolarità di questa sala è la porta di uscita sulla Via dell'Anguillara 2, che per le ridotte dimensioni ha ispirato una vicenda del fumetto Dylan Dog.
Al primo piano si trovano l'ufficio protocollo, la segreteria della presidenza, la sala del presidente e l'ufficio supporto alle attività del Quartiere. Dall'altro lato si trova l'ufficio Sociale Allargato (ex Sociale di Comunità), il servizio Educativo e la sede comunale della Direzione Quartieri.
Al secondo e terzo piano si trovano i vari uffici che gestiscono le deleghe dei Quartieri Fiorentini, tra cui i Servizi Sociali, l'Ufficio Sport e l'ufficio tecnico.
Con la riorganizzazione amministrativa del 2010 la responsabilità degli uffici è stata delegata alle direzioni comunali di competenza, pur continuando a collaborare con il Quartiere.
Parte degli uffici del Quartiere occupano senza soluzione di continuità il palazzo adiacente.

## Descrizione

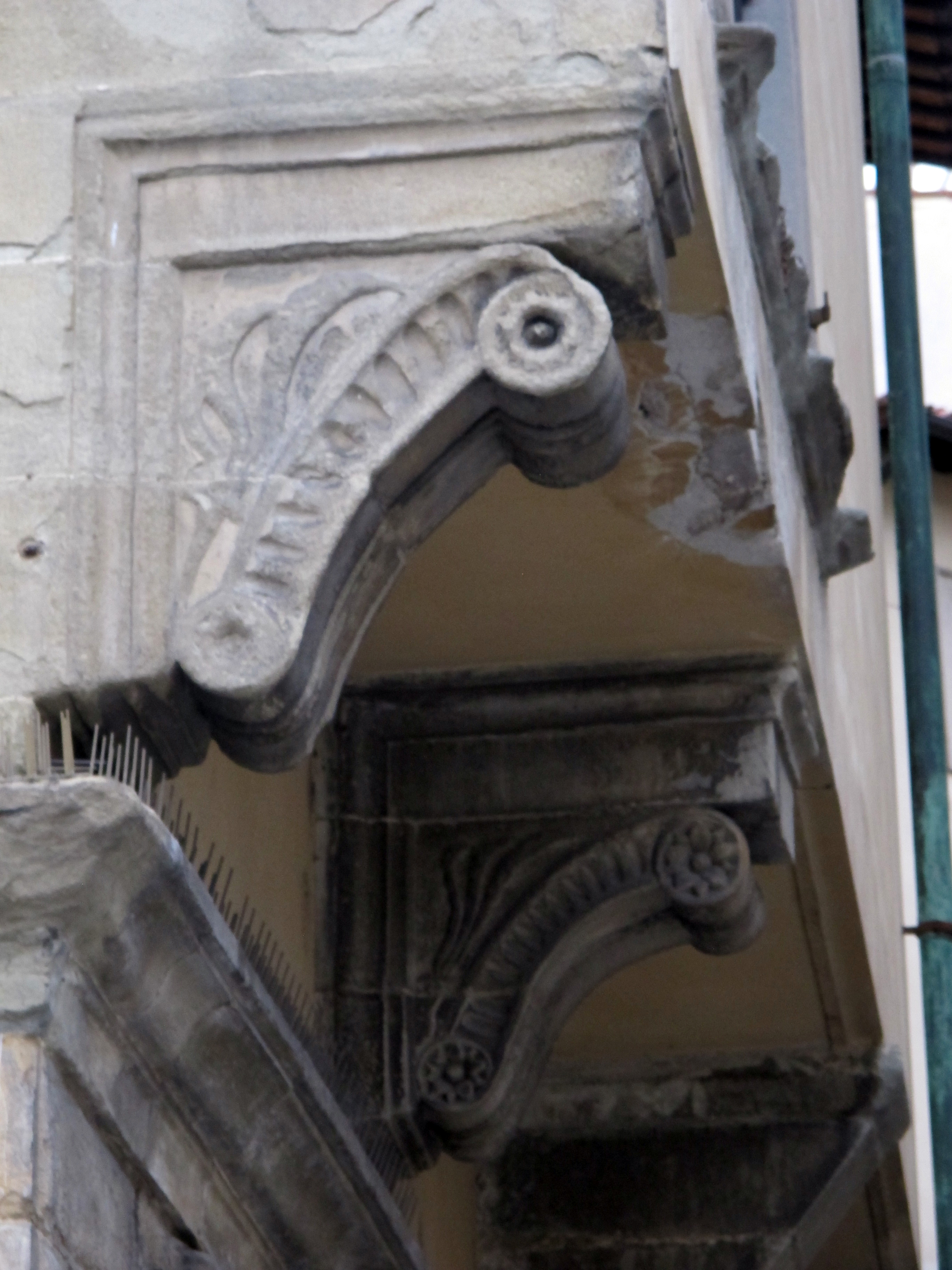
Sporti laterali

Opposto alla basilica di Santa Croce, davanti alla fontana, è un edificio a forma di cubo con una elegante facciata, frutto di trasformazioni di diversi secoli.
All'esterno, nella resega del muro su via dell'Anguillara, è presente "una vera reliquia della città medievale, cioè un cardine dell'antica porta cittadina, aperta nel secondo cerchio delle mura, e che forse portava il nome di Porta a San Simone" (Bargellini-Guarnieri).

### Facciata
I pilastri della parte basamentale risalgono al XIV secolo e presentano il rivestimento irregolare a bugnato rustico e gli stemmi inseriti nella muratura che, benché abrasi, presentano la semplice forma a scudo caratteristica degli esemplari due-trecenteschi. Si noti la forma dei due conci al sommo del pilastro sulla fiancata verso via Torta, che indica la loro originaria funzione di imposta d'arco
Di impianto chiaramente classicista i piani superiori, frutto dell'intervento di ricostruzione e ampliamento voluto probabilmente da Antonio Cocchi, giureconsulto fiorentino molto vicino ai Medici, tra il 1485 e il 1490 (ma a lungo ritenuto riconducibile agli anni sessanta). La facciata venne cpsì caratterizzata da eleganti lesene con capitelli finemente scolpiti che incorniciano archi e, superiormente, finestre quadre. Tre assi di aperture: ad arco nel piano nobile e architravate al piano superiore.
In questo contrapporre il solido bugnato del terreno con le superfici limpide e dilatate dei piani superiori, il palazzo presenta caratteristiche decisamente inusuali per gli spazi urbani fiorentini: scartata una tradizionale attribuzione a Baccio d'Agnolo (anche in ragione delle date di edificazione) e un'ipotesi volta a individuare il progettista in Simone del Pollaiolo detto il Cronaca, la critica si è indirizzata verso Giuliano da Sangallo, sia per le analogie con altri suoi lavori, sia per la sua lunga attività a Roma, città nella quale è possibile rintracciare le matrici di tale linguaggio. Appare comunque evidente come il palazzo sia "nella sua stupenda e coraggiosa novità, una sorta di restauro, o comunque una nuova architettura che non ha disdegnato posare su basi antiche" (Bucci). Il palazzo crea così una quinta scenografica che chiude il lato breve della piazza.
A fronte delle attenzioni e della fortuna che oggi l'edificio gode, è interessante ricordare i severi giudizi propri dell'età neoclassica, ben espressi da Federico Fantozzi: "i pilastri sono troppo lunghi ed hanno i capitelli troppo alti e ornati in rapporto all'ordine e al loro diametro; le arcate sono basse, le cornici troppo delicate e senza carattere, e la riproduzione del medesimo ordine in tutti i piani è un errore maiuscolo che non v'è ragione che possa giustificarlo".
Nel 2016 sulla facciata è stata posta una lapide in ricordo delle vittime dell'alluvione del 1966.
| IN RICORDO DELLE VITTIME DELL'ALLUVIONE DEL 4 NOVEMBRE 1966 IL COMUNE DI FIRENZE NEL 50° ANNIVERSARIO |

### Interno

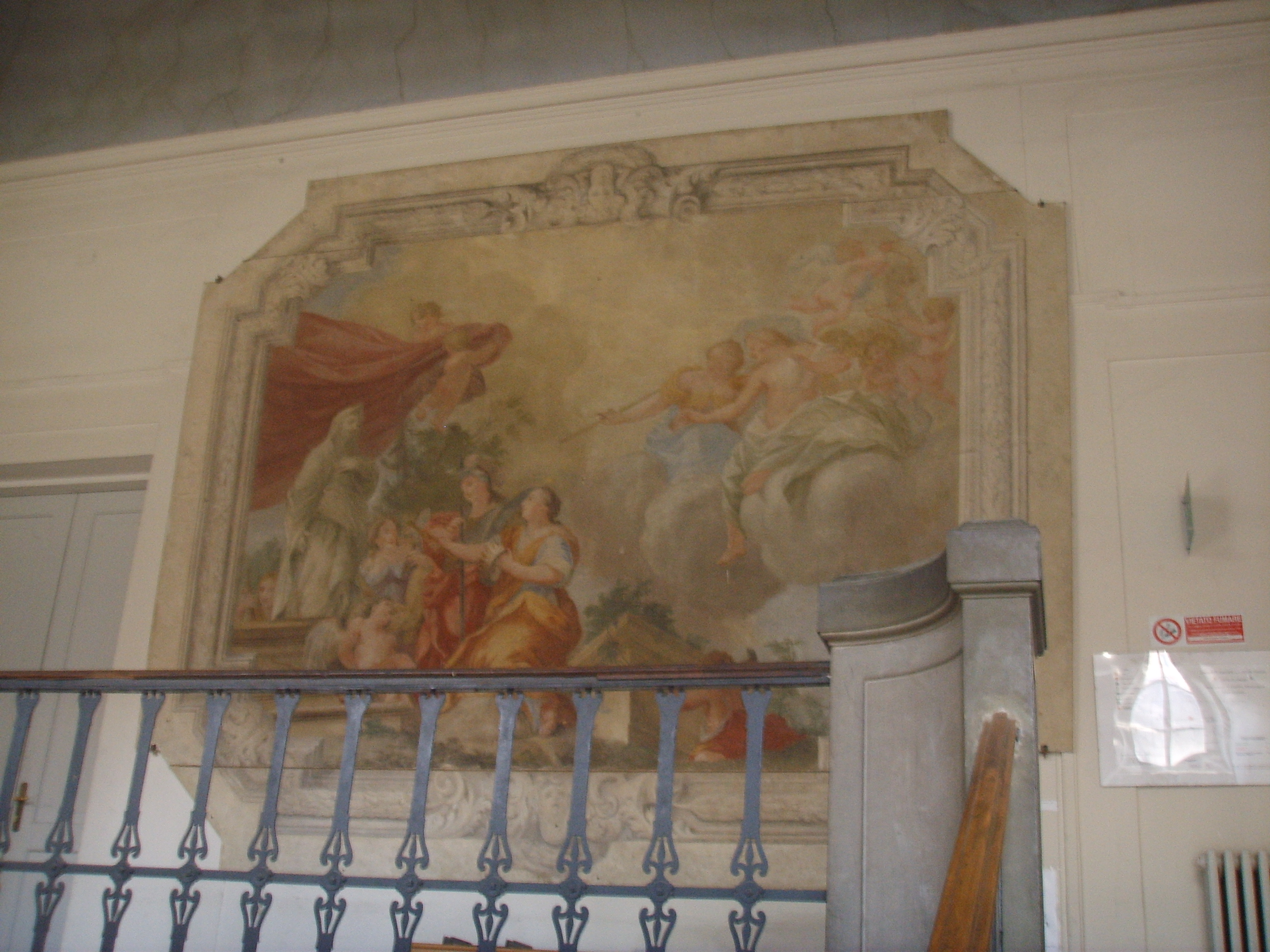
Affresco nel vano scale

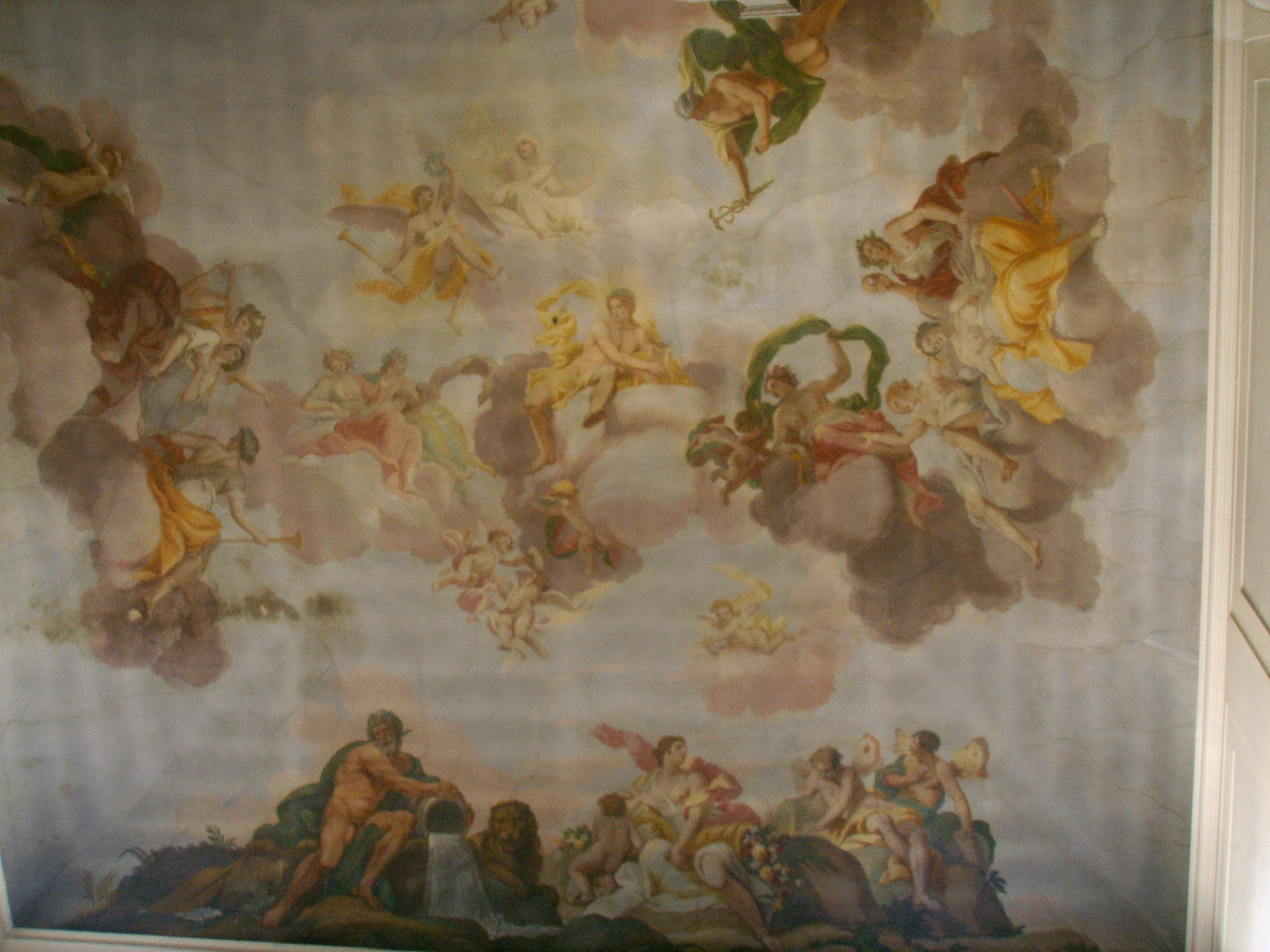
Affresco nel vano scale

All'interno si segnala una cappellina realizzata nel 1717 con affreschi di Dionisio Predellini (a questi stessi anni dovrebbe risalire anche il balcone aperto sulla facciata a offrire una veduta privilegiata della piazza e delle sue feste), e il nuovo scalone neoclassico con interventi pittorici di Giuseppe Collignon, realizzato nell'ambito di una ristrutturazione degli interni attuata tra il 1790 e il 1795 su progetto dell'ingegner Gaetano Bercigli. Gli affreschi nel vano scale sono stati attribuiti ad Atanasio Bimbacci.
Restauri e interventi funzionali sono datati al 1964 (quando l'immobile ospitava la scuola Niccolò Tommaseo, direzione dei lavori dell'architetto Trenti) e quindi ai tardi anni ottanta del Novecento, in relazione alla destinazione del palazzo a sede del Quartiere.

## Bibliografia

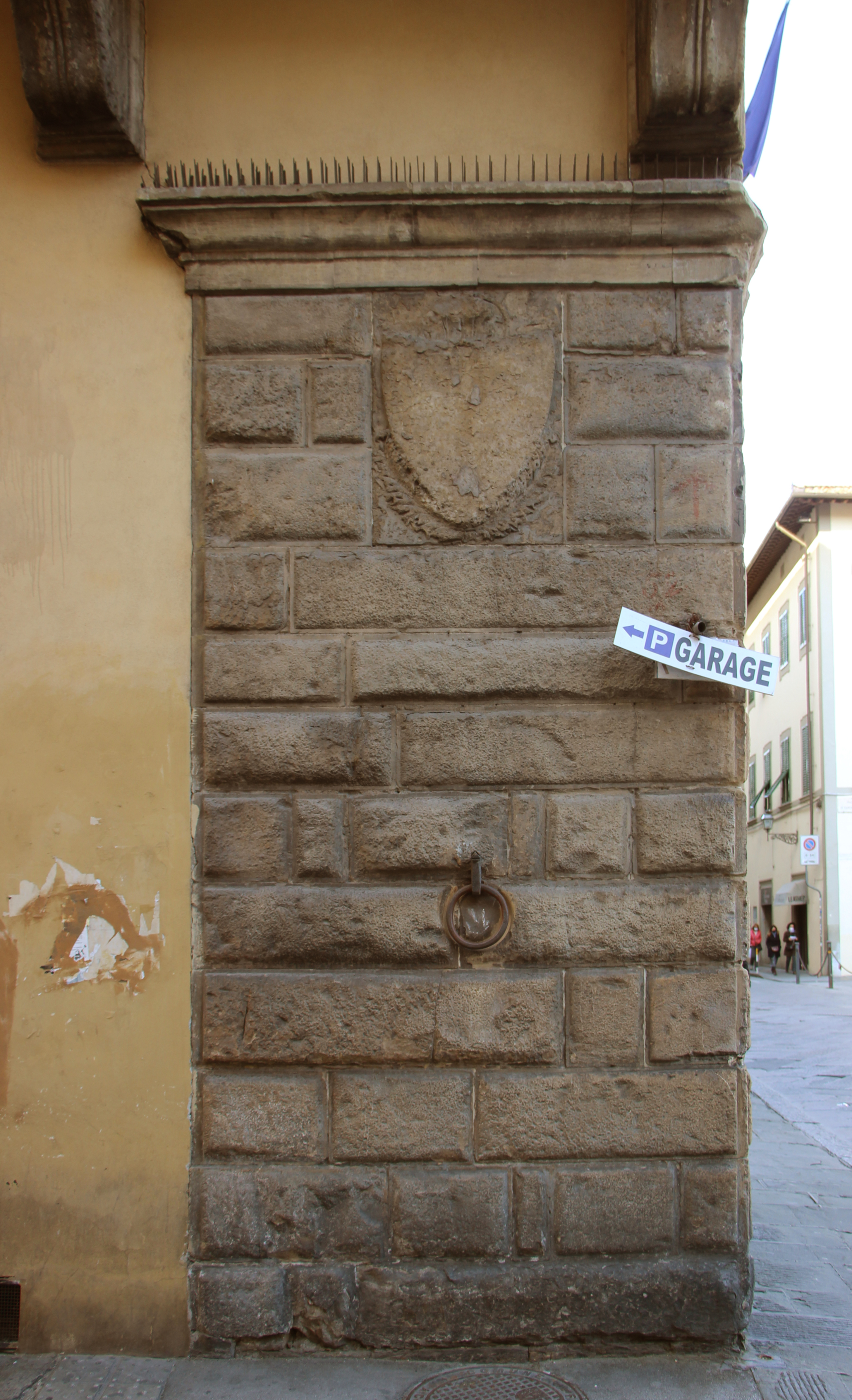
Stemma su via Anguillara